# Jászapáti Péter

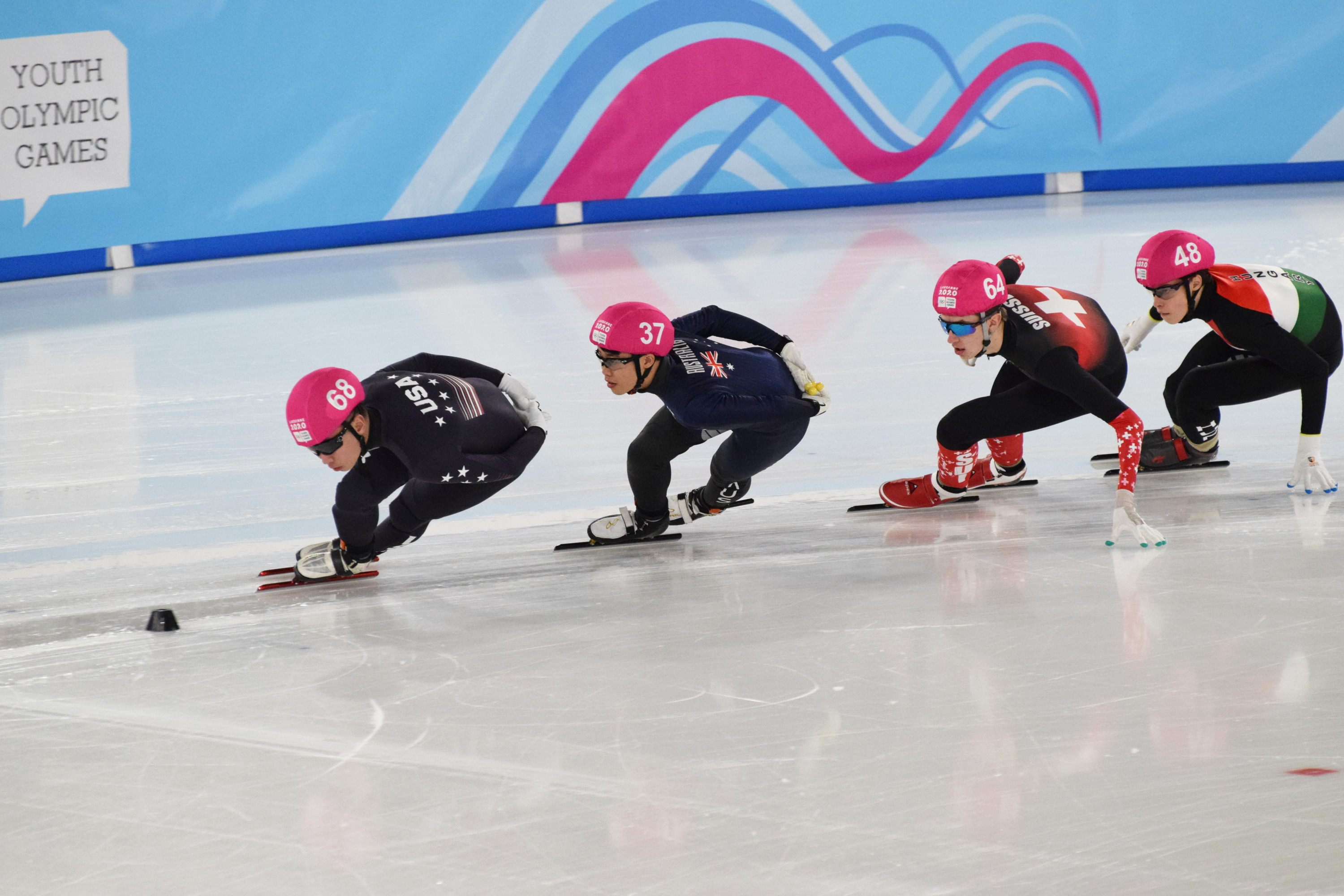
A fiú 1000 méteres rövidpályás gyorskorcsolya 6. előfutama Lausanne-ban, a III. téli ifjúsági olimpián. (A képen balról jobbra: Jonathan So (USA), Kieran Guan (AUS), Thibault Métraux (SUI) és Jászapáti Péter)

Jászapáti Péter (Szeged, 2003. február 7. –) magyar rövidpályás gyorskorcsolyázó, ifjúsági olimpikon, a Szegedi Korcsolyázó Egyesület (SZKE) sportolója, Jászapáti Petra olimpiai bronzérmes rövidpályás gyorskorcsolyázó öccse.

## Élete
16 évesen – a 2019-es teljesítménye révén – kvalifikálta magát a 2020-as Lausanne-i téli ifjúsági olimpiai játékokra, ahol a fiúk 100 méteres versenyszámának döntőjében – egyetlen századmásodperccel lemaradva a negyeddöntőbe jutásról, összetettben – a 17. helyen zárt, míg 500 méteren – egyéni csúcsát másfél másodperccel megdöntve, 42,3 másodperces időeredménnyel – a 13. lett.
Röviddel a játékok után, az olaszországi Bormióban rendezett junior világbajnokságon, a fiúk 1500 méteres távjában a 18. helyen végzett.

## Díjai, elismerései
Az év magyar gyorskorcsolyázója: 2024